# Mestobregma impexum
Mestobregma impexum är en insektsart som beskrevs av Rehn, J.A.G. 1919. Mestobregma impexum ingår i släktet Mestobregma och familjen gräshoppor. Inga underarter finns listade i Catalogue of Life.